# Saint-Père-Marc-en-Poulet
Pour les articles homonymes, voir Saint-Père.
Saint-Père-Marc-en-Poulet, anciennement nommée Saint-Père jusqu'en novembre 2018, est une commune française située dans le département d'Ille-et-Vilaine en région Bretagne et peuplée de 2 399 habitants.

## Géographie

### Localisation

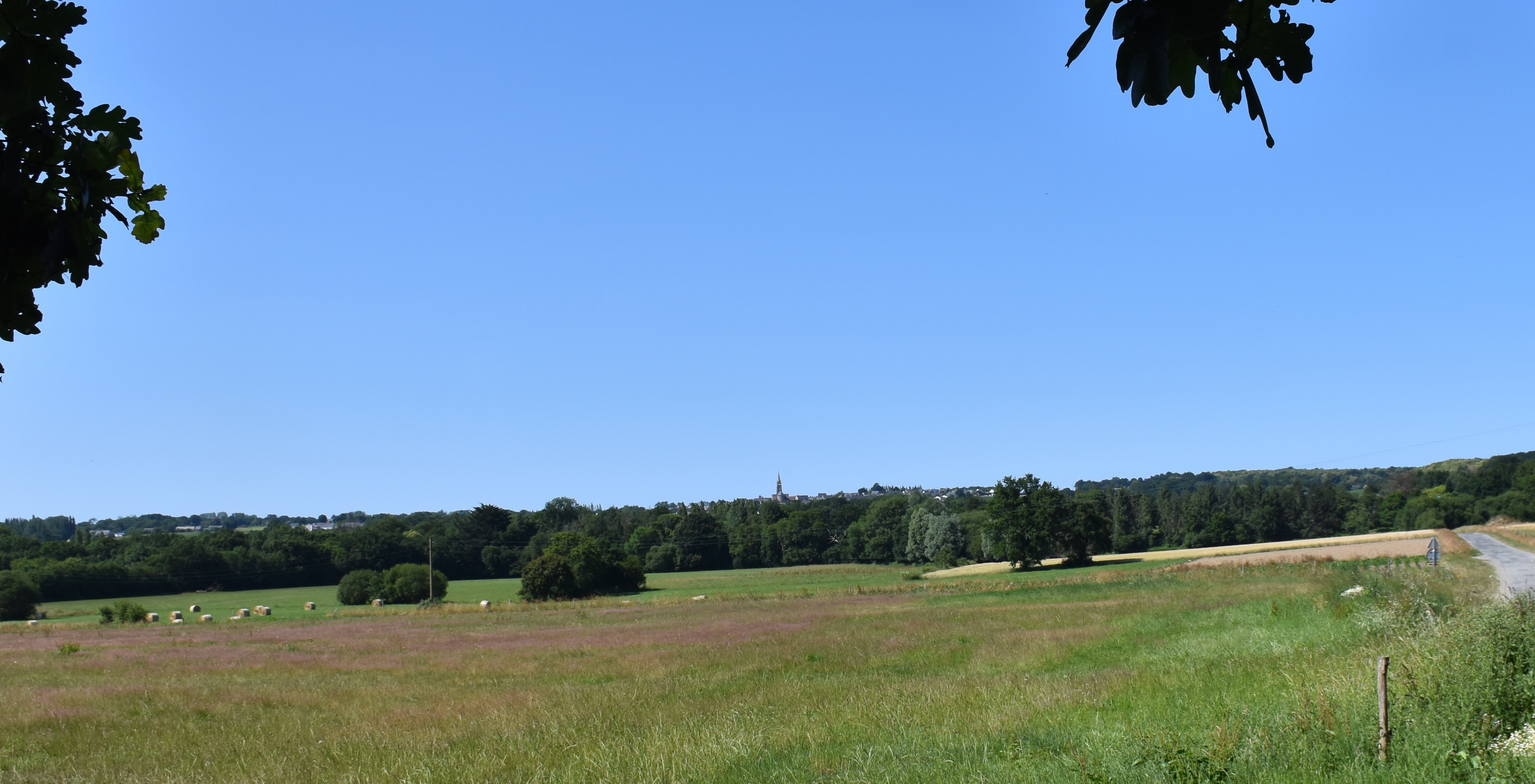
Panorama du village émergeant de la forêt depuis le Fort-Saint-Père

| Saint-Jouan-des-Guérets           | Saint-Méloir-des-Ondes        | La Gouesnière                |
| Estuaire de la Rance Saint-Suliac | Saint-Père                    | La Gouesnière, Saint-Guinoux |
| La Ville-ès-Nonais                | Châteauneuf-d'Ille-et-Vilaine | Saint-Guinoux Miniac-Morvan  |

### Hydrographie
Pour un article plus général, voir Réseau hydrographique d'Ille-et-Vilaine.
La commune est située dans le bassin Loire-Bretagne. Elle est drainée par le Meleuc, la Goutte, le Routhouan et la Couaille,,.
Le Meleuc, d'une longueur de 20 km, prend sa source dans la commune de Mesnil-Roc'h et se jette  dans le Biez du Meleuc à Saint-Guinoux, après avoir traversé sept communes. 

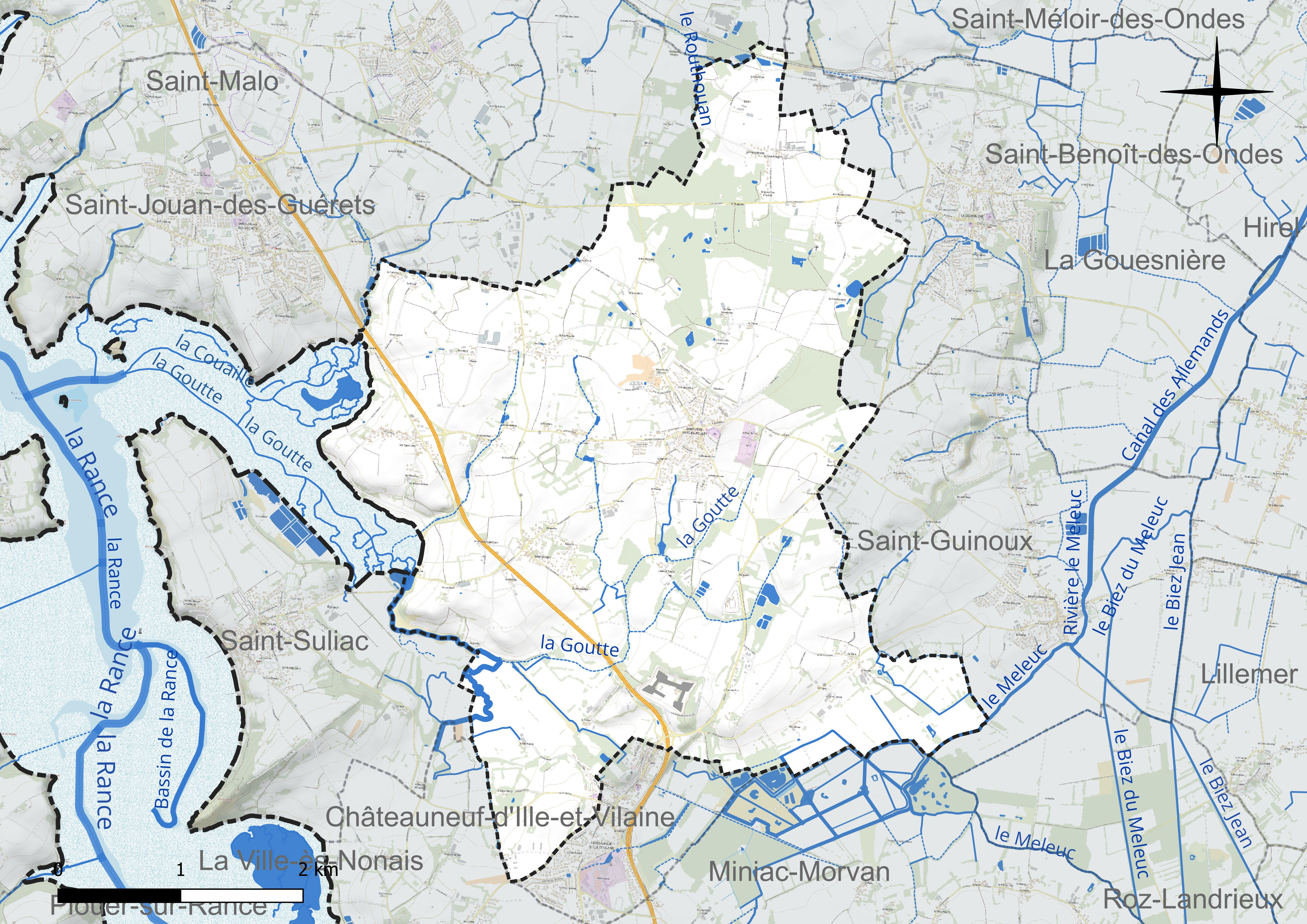
Réseau hydrographique de Saint-Père-Marc-en-Poulet.

### Climat
Pour des articles plus généraux, voir Climat de la Bretagne et Climat d'Ille-et-Vilaine.
En 2010, le climat de la commune est de type climat océanique franc, selon une étude du CNRS s'appuyant sur une série de données couvrant la période 1971-2000. En 2020, Météo-France publie une typologie des climats de la France métropolitaine dans laquelle la commune est exposée à un climat océanique et est dans la région climatique  Bretagne orientale et méridionale, Pays nantais, Vendée, caractérisée par une faible pluviométrie en été et une bonne insolation. Parallèlement l'observatoire de l'environnement en Bretagne publie en 2020 un zonage climatique de la région Bretagne, s'appuyant sur des données de Météo-France de 2009. La commune est, selon ce zonage, dans la zone « Intérieur », exposée à un climat médian, à dominante océanique.
Pour la période 1971-2000, la température annuelle moyenne est de 11,5 °C, avec une amplitude thermique annuelle de 11,9 °C. Le cumul annuel moyen de précipitations est de 715 mm, avec 12,2 jours de précipitations en janvier et 6,6 jours en juillet. Pour la période 1991-2020, la température moyenne annuelle observée sur la station météorologique la plus proche, située sur la commune de Pleurtuit à 10 km à vol d'oiseau, est de 11,9 °C et le cumul annuel moyen de précipitations est de 752,0 mm,. Pour l'avenir, les paramètres climatiques de la commune estimés pour 2050 selon différents scénarios d'émission de gaz à effet de serre sont consultables sur un site dédié publié par Météo-France en novembre 2022.

## Urbanisme

### Typologie
Au 1er janvier 2024, Saint-Père-Marc-en-Poulet est catégorisée commune rurale à habitat dispersé, selon la nouvelle grille communale de densité à sept niveaux définie par l'Insee en 2022.
Elle est située hors unité urbaine. Par ailleurs la commune fait partie de l'aire d'attraction de Saint-Malo, dont elle est une commune de la couronne,. Cette aire, qui regroupe 35 communes, est catégorisée dans les aires de 50 000 à moins de 200 000 habitants,.
La commune, bordée par la Manche, est également une commune littorale au sens de la loi du 3 janvier 1986, dite loi littoral. Des dispositions spécifiques d'urbanisme s'y appliquent dès lors afin de préserver les espaces naturels, les sites, les paysages et l'équilibre écologique du littoral, tel le principe d'inconstructibilité, en dehors des espaces urbanisés, sur la bande littorale des 100 mètres, ou plus si le plan local d'urbanisme le prévoit.

### Occupation des sols
L'occupation des sols de la commune, telle qu'elle ressort de la base de données européenne d'occupation biophysique des sols Corine Land Cover (CLC), est marquée par l'importance des territoires agricoles (84 % en 2018), une proportion sensiblement équivalente à celle de 1990 (84,6 %). La répartition détaillée en 2018 est la suivante : 
terres arables (55,1 %), zones agricoles hétérogènes (15,8 %), prairies (13,1 %), forêts (8 %), zones urbanisées (6,4 %), espaces verts artificialisés, non agricoles (1,3 %), zones humides côtières (0,3 %). L'évolution de l'occupation des sols de la commune et de ses infrastructures peut être observée sur les différentes représentations cartographiques du territoire : la carte de Cassini (XVIIIe siècle), la carte d'état-major (1820-1866) et les cartes ou photos aériennes de l'IGN pour la période actuelle (1950 à aujourd'hui).

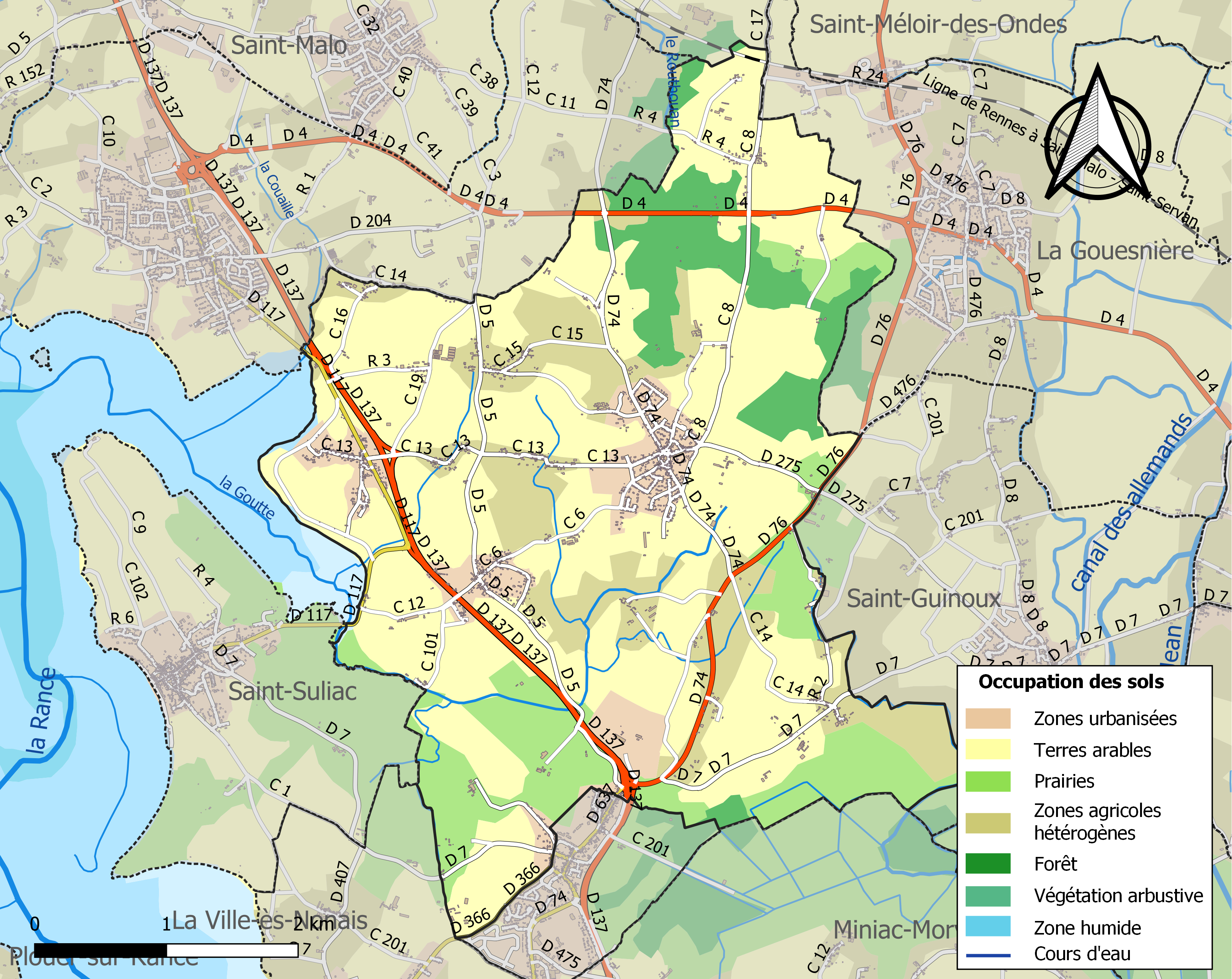
Carte des infrastructures et de l'occupation des sols de la commune en 2018 (CLC).

## Toponymie
La première partie de son nom est en réalité une déformation de Saint-Pierre, la seconde partie proviendrait de marck, mot franc qui signifie « frontière ». Saint-Père se situait à la limite de la paroisse du Poulet et de l'évêché de Saint-Malo.
Pendant la Révolution, la paroisse prend le nom de Père-en-Poulet.
La commune est renommée Saint-Père-Marc-en-Poulet en novembre 2018.
Le gentilé est Péréen.

## Histoire
Saint-Père-Marc-en-Poulet est l'une des plus anciennes paroisses du Clos-Poulet (archidiaconé du diocèse de Saint-Malo), remontant au VIe siècle ou VIIe siècle et dépendait de l'ancien évêché de Saint-Malo. La fondation de ce petit village se trouvant dans le canton de Châteauneuf-d'Ille-et-Vilaine remonterait au VIe ou VIIe siècle. Elle fait partie du doyenné du Clos Poulet.
Au XVe siècle, le bourg est un domaine de haute-justice car il détient à la fois la prison, l'auditoire et les ceps de vigne de la seigneurie de Saint-Père. Car on cultivait la vigne à Saint-Père au XVe siècle.
La seigneurie de la paroisse devait à l'éveché 8 boisseaux de paumelle (voilure), matériel utilisé en terme maritime.
La paroisse possédait une pièce de terre valant 30 livres de revenu et un petit fief rapportant 12 boisseaux de grain.
En 1597, pendant la Ligue va ici être perpétré un massacre sous les ordres du capitaine Jean d'Avaugour une troupe de ligueurs dit de Saint-Laurent tombe dans une embuscade et est anéantie en allant porter secours aux troupes du château du Plessis-Bertrand en Saint-Coulomb.

## Politique et administration

### Rattachements administratifs et électoraux
Saint-Père-Marc-en-Poulet appartient à l'arrondissement de Saint-Malo et au canton de Dol-de-Bretagne depuis le redécoupage cantonal de 2014. Avant cette date, la commune était rattachée au canton de Châteauneuf-d'Ille-et-Vilaine.
Pour l'élection des députés, la commune fait partie de la septième circonscription d'Ille-et-Vilaine, représentée depuis juin 2012 par Gilles Lurton (LR). Auparavant, elle a successivement appartenu à la deuxième circonscription de Saint-Malo (IIIe République) et à la 6e circonscription (1958-1986).

### Intercommunalité
Depuis 2001, date de sa création, Saint-Père-Marc-en-Poulet appartient à Saint-Malo Agglomération.

### Administration municipale
Le nombre d'habitants au dernier recensement étant compris entre 1 500 et 2 499, le nombre de membres du conseil municipal est de 19.

### Liste des maires

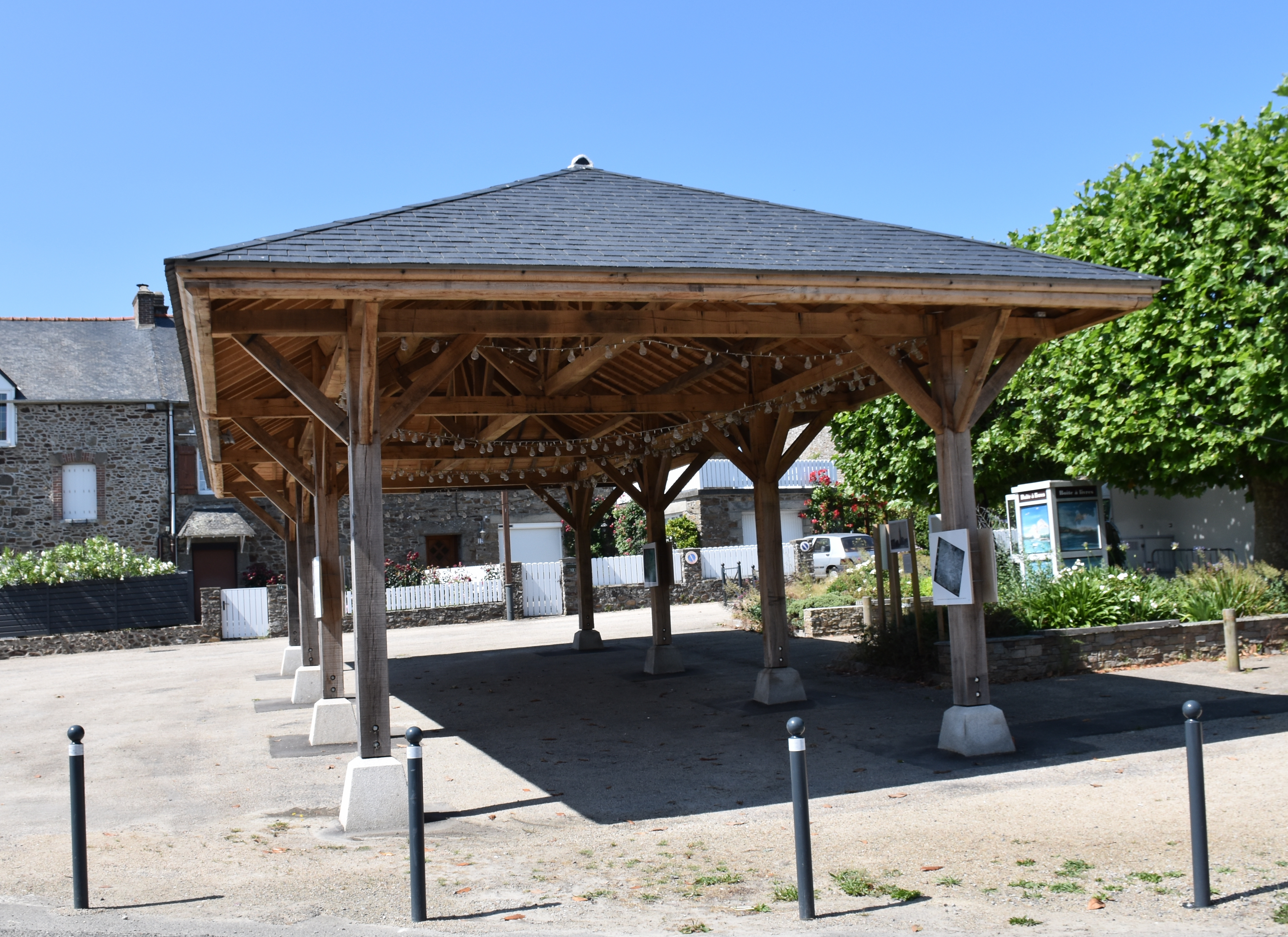
Les Halles

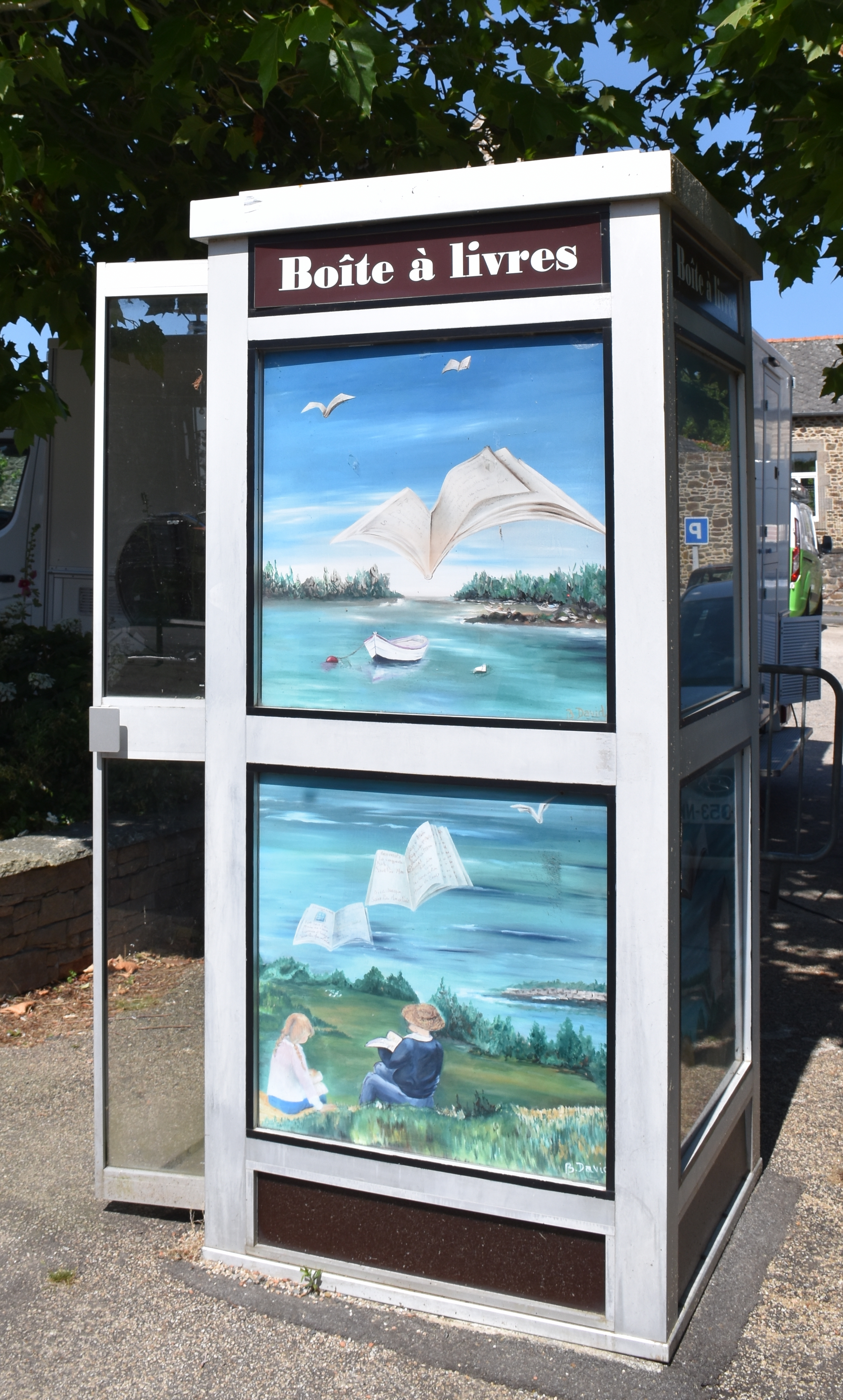
Boîte à livres.

## Démographie
L'évolution du nombre d'habitants est connue à travers les recensements de la population effectués dans la commune depuis 1793. Pour les communes de moins de 10 000 habitants, une enquête de recensement portant sur toute la population est réalisée tous les cinq ans, les populations de référence des années intermédiaires étant quant à elles estimées par interpolation ou extrapolation. Pour la commune, le premier recensement exhaustif entrant dans le cadre du nouveau dispositif a été réalisé en 2008.
En 2022, la commune comptait 2 399 habitants, en évolution de +5,22 % par rapport à 2016 (Ille-et-Vilaine : +5,46 %, France hors Mayotte : +2,11 %).
| 1793  | 1800  | 1806  | 1821  | 1831  | 1836  | 1841  | 1846  | 1851  |
| ----- | ----- | ----- | ----- | ----- | ----- | ----- | ----- | ----- |
| 1 461 | 1 402 | 1 591 | 1 806 | 1 886 | 1 958 | 1 968 | 1 980 | 2 003 |

| 1856  | 1861  | 1866  | 1872  | 1876  | 1881  | 1886  | 1891  | 1896  |
| ----- | ----- | ----- | ----- | ----- | ----- | ----- | ----- | ----- |
| 1 931 | 1 838 | 1 817 | 1 811 | 1 835 | 1 739 | 1 720 | 1 715 | 1 622 |

| 1901  | 1906  | 1911  | 1921  | 1926  | 1931  | 1936  | 1946  | 1954  |
| ----- | ----- | ----- | ----- | ----- | ----- | ----- | ----- | ----- |
| 1 567 | 1 514 | 1 508 | 1 347 | 1 281 | 1 247 | 1 189 | 1 174 | 1 250 |

| 1962  | 1968  | 1975  | 1982  | 1990  | 1999  | 2006  | 2008  | 2013  |
| ----- | ----- | ----- | ----- | ----- | ----- | ----- | ----- | ----- |
| 1 145 | 1 055 | 1 080 | 1 247 | 1 516 | 1 750 | 2 126 | 2 229 | 2 232 |

| 2018  | 2022  | - | - | - | - | - | - | - |
| ----- | ----- | - | - | - | - | - | - | - |
| 2 315 | 2 399 | - | - | - | - | - | - | - |

## Culture locale et patrimoine
- Malouinière de la Picaudais. Elle conserve ses douves, sa chapelle privée au début de la Révolution avoisinait le bâtiment. Jean Douceré fut pourvu de cette chapellenie à la même époque. Propriété de la famille du Val, puis Le Jaren en 1513.
- Malouinière de Launay-Ravilly.

Elle est inscrite au titre des monuments historiques depuis le 17 octobre 1994.
- Malouinière Le Bois Martin.

Le corps principal de cette malouinière date des années 1725-1730 et le bâtiment a été construit à l'emplacement de l'ancienne chapelle dans les années 1970. À propos de la chapelle, l'historiographe local Théodore Chalmel (op. cit.) écrivait: « La chapelle domestique du Bois-Martin, construite par N. H. écuyer Jean Martin, sieur de la Chapelle, est contemporaine du château du même nom. C'est un édifice quadrilatéral, situé à l'ouest et à environ dix mètres du château. L'entrée unique se trouve au sud, l'abside au nord, fenêtres à droite et à gauche, prenant toute la hauteur, du sol au plafond. Ce sanctuaire était dédié à la Sainte Vierge, sous l'invocation de Notre-Dame du Bois-Martin. L'intérieur est voûté. Quatre nervures se croisent au sommet. Sur l'autel, encore en place, on remarque un crucifix, deux chandeliers en cuivre ciselé, de valeur artistique. La pierre sacrée, les vases précieux, les ornements sacerdotaux ont été donnés à l'église de Saint-Père par madame la comtesse de Cheffontaines. Aujourd'hui, la chapelle est désaffectée ».
À l'est de la demeure existante, un bâtiment a été remanié aussi vers 1970. Sur les cadastres de 1809 et 1848 un colombier, surmonté d'un campanile, est représenté au fond du jardin. Sont également figurées des douves entourant partiellement la cour. Au nord-est, se trouvent la métairie et le parc composé d'allées et de ronds-points, déjà mentionnés au cadastre de 1809. Pour Théodore Chalmel, le parc est « Le plus important forme dépendance du Bois-Martin. Il contient 22 ha divisés en parcelles que limitent allées et ronds-points savamment tracés. Ici, les taillis sont les survivants d'arbres futaies. Les essences y sont le chêne et le châtaignier ».
Théodore Chalmel nous apprend également que la propriété était, jadis, appelée le Bois-Bouvier et qu'elle relevait de Bonaban. Il précise que le domaine appartenait à écuyer René Martin et Modeste Cécile Gris (1700-1737), à écuyer Jean-Baptiste Le Gobien et Marie-Modeste Martin (1724-1768).
D'après la tradition orale, il aurait été occupé par les Allemands pendant la Seconde Guerre mondiale.
Depuis août 1987, le Bois Martin accueille l'école Sainte-Marie.

### Fort de Saint-Père

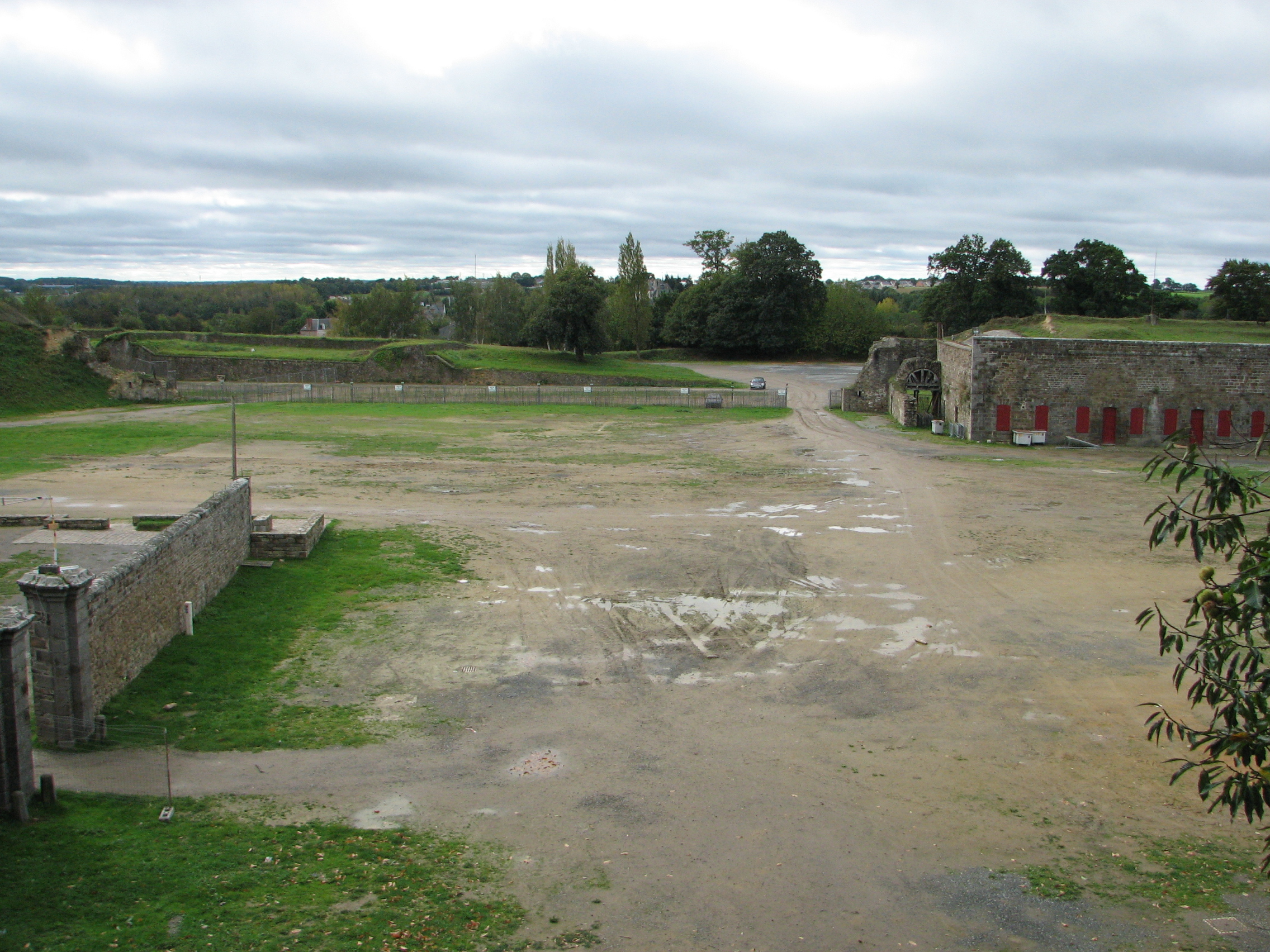
Le fort.

C'est à la suite de la guerre de Sept Ans, sous Louis XV que ce fort fut construit. Il était destiné à protéger Saint-Malo d'une attaque anglaise par les terres et est aujourd'hui utilisé en tant que site pour des manifestations culturelles dont le festival La Route du Rock. Durant plusieurs années, des courses de VTT y ont été organisées grâce a la présence de nombreux chemins en sous bois autour et dans le fort... Aujourd'hui encore des amateurs viennent s'y amuser, notamment des membres du club de VTT de Saint-Père-Marc-en-Poulet.

### Le moulin de Beauchet

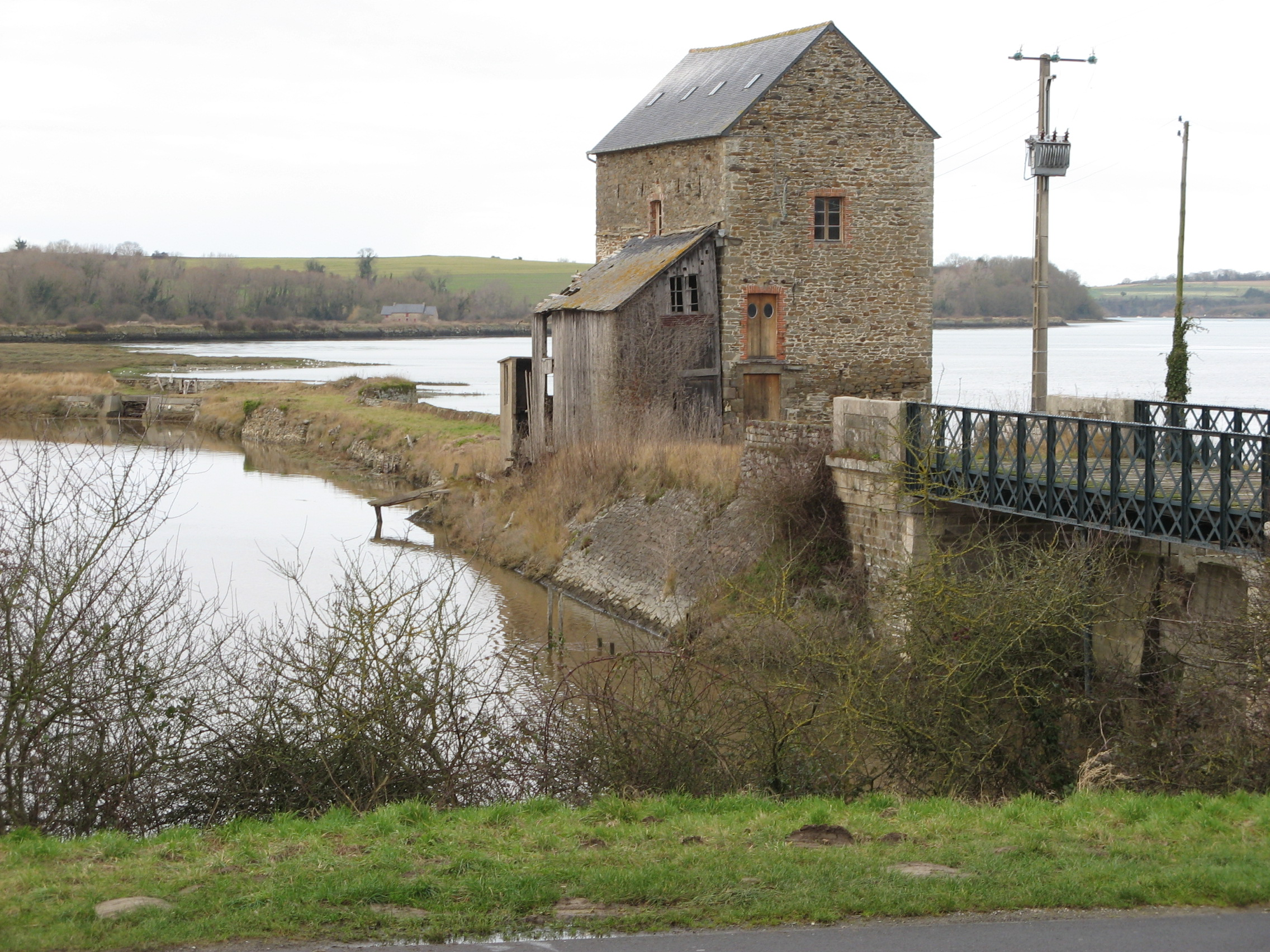
Le moulin en 2008.

Ce moulin à marée est une reconstruction de 1882 à la suite d'un incendie; il se situe au bas de la côte du Lyonnais. Composé de pierre et de schiste, il a été construit à l'emplacement d'anciens moulins qui, jusqu'en 1789, servaient aux habitants du canton de Châteauneuf pour moudre leur blé.
C'est en 1957 que l'énergie électrique remplace la force des marées pour son fonctionnement. Aujourd'hui ce moulin est une propriété privée, que l'on peut voir dominant l'étang du même nom, l'étang du Beauchet.
Il est inscrit en tant que monument historique depuis 1986.
La fontaine carrée
Il s'agit d'une fontaine en pierre avec un bassin de forme carré, qui se situe dans un trou accolé a l'intersection des routes D117( aussi appelée Rue de la Fontaine Carrée) et D137. Un chemin de gravier y mène depuis la Rue de la Fontaine Carrée. On ignore si son eau est potable.

### La chapelle Saint-Roch
C'est en 1626 que fut édifiée cette chapelle. Elle était destinée à l'origine à faire face à une épidémie de peste qui perdurait depuis la fin du XVIe siècle. Elle prit le nom de saint Roch, saint invoqué par les fidèles contre ce genre de maladie.
La chapelle fut détruite à la Révolution, puis reconstruite à partir de 1897. Régulièrement, chaque année, une messe y était célébré. Cette tradition a cependant pris fin avec la mort du prêtre responsable de la paroisse, et n'a pas eu lieu en 2024. Elle se trouve dans le hameau des Gastines, commune de Saint-Père-Marc-en-Poulet.
- L'église Saint-Pierre

L'église Saint-Pierre possède un vitrail comportant des fragments du XIVe siècle, classé monument historique en tant qu'objet, remontés par le maître verrier Charles Lorin de Chartres dans les années 1920.

L'église Saint-Pierre
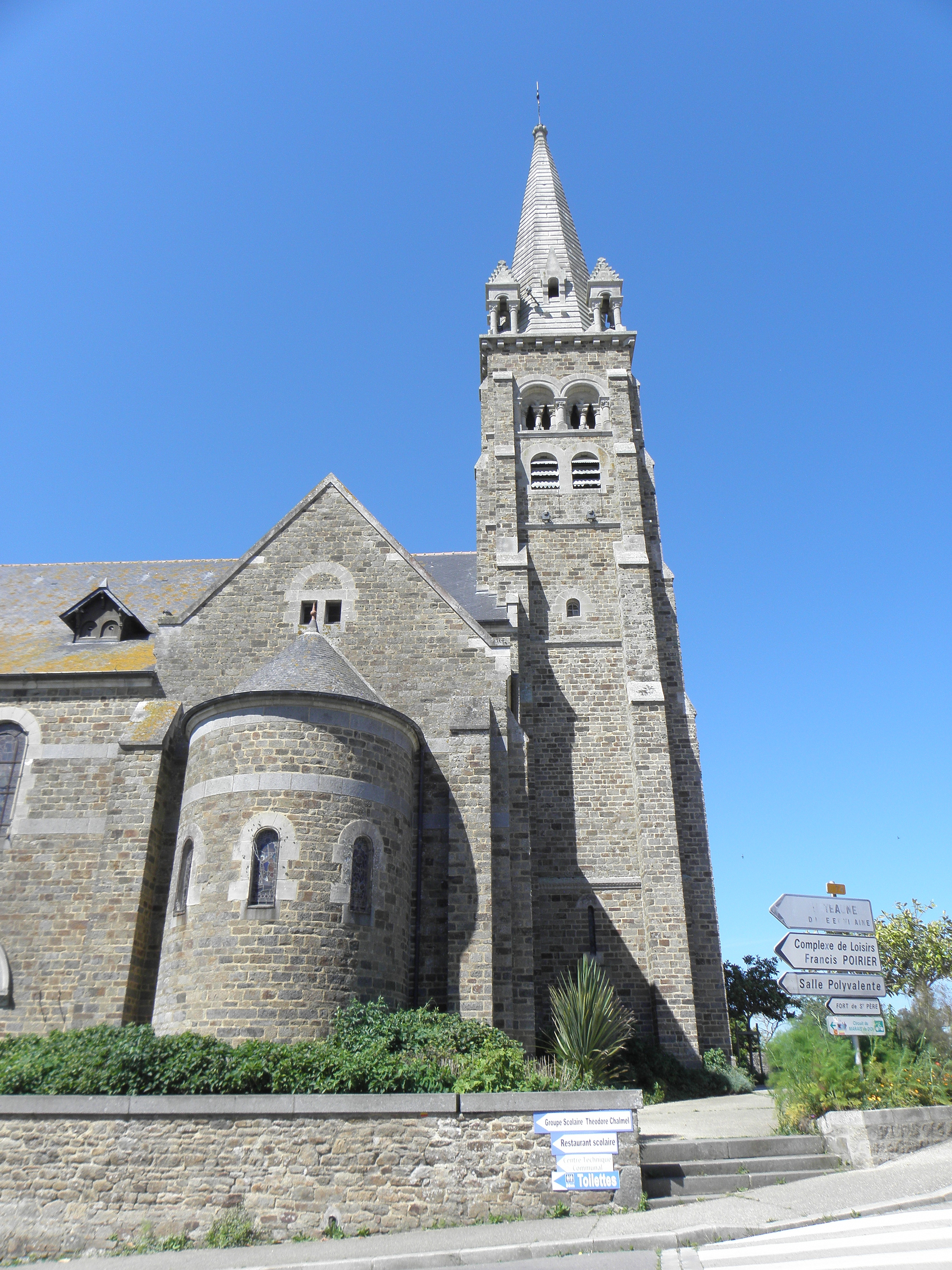
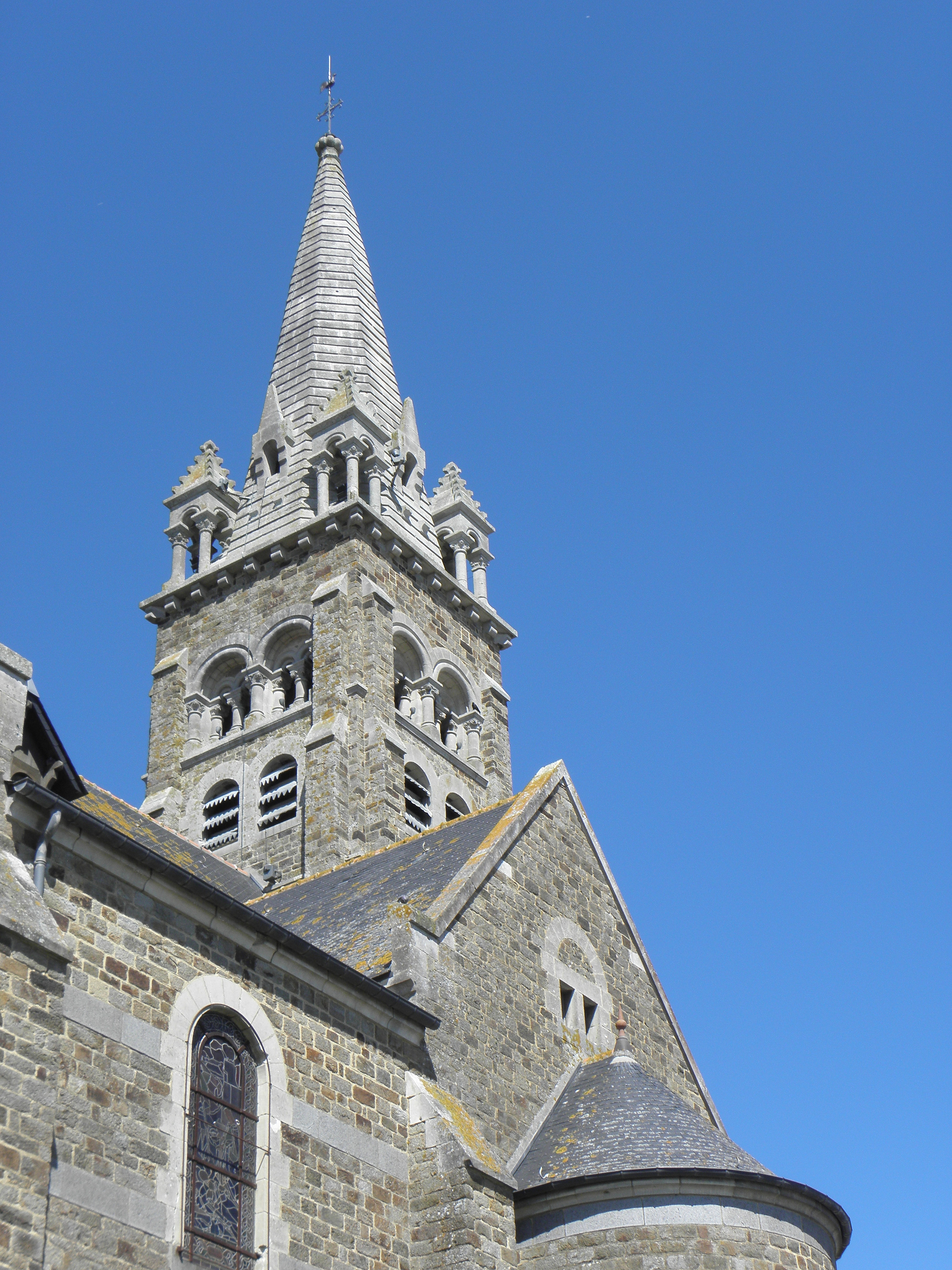
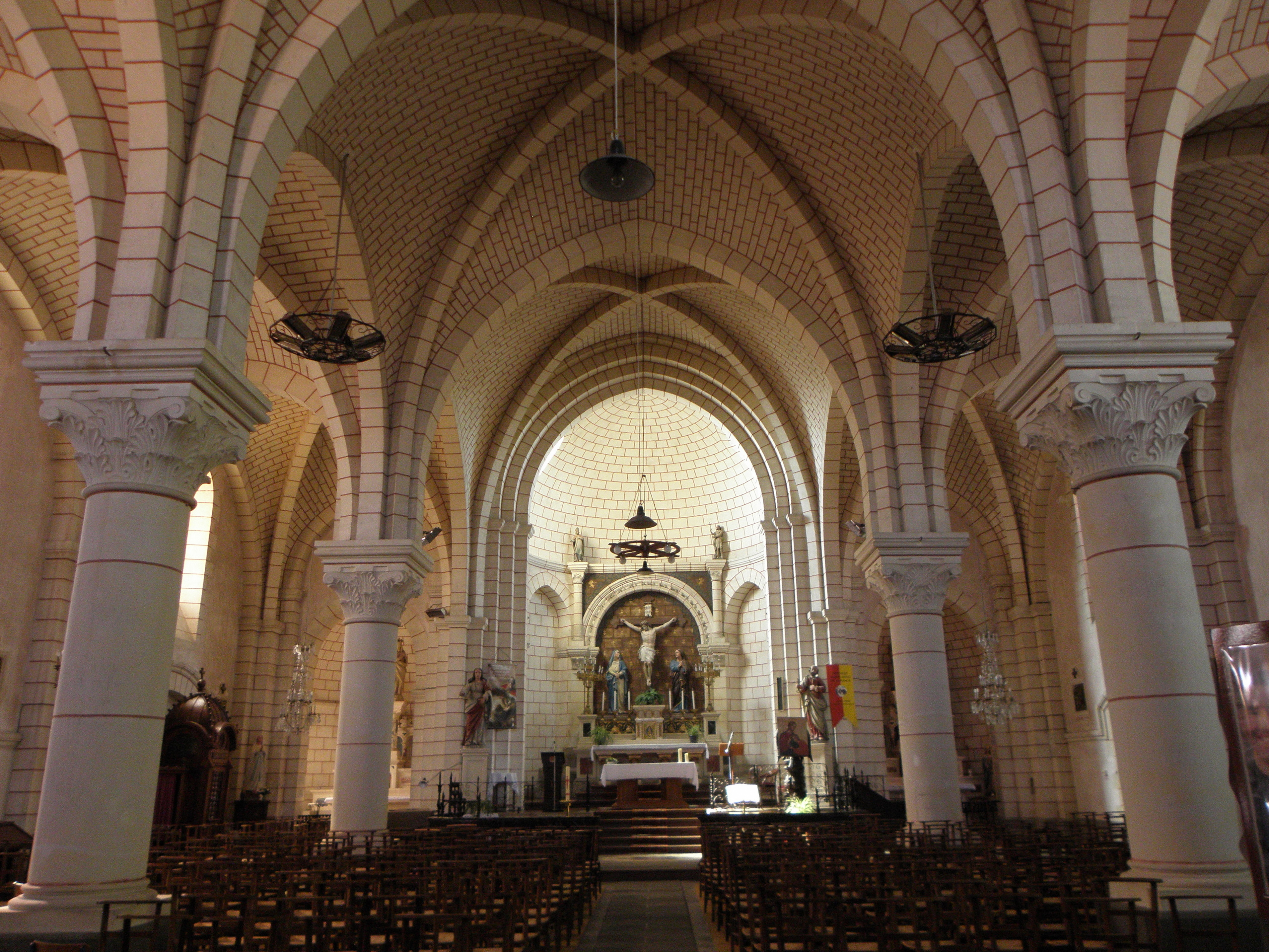
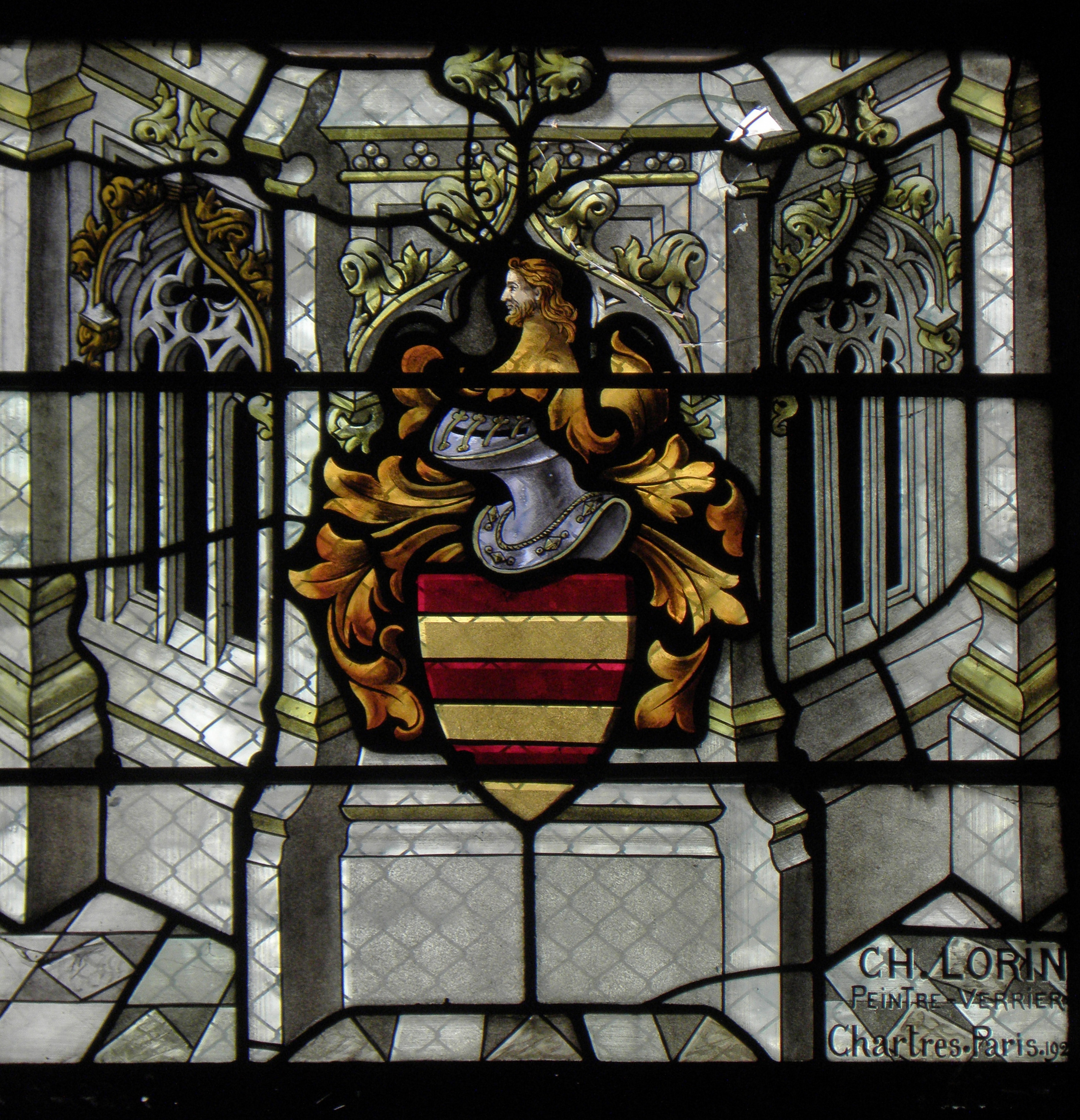
Détail baie 10.

### Prieuré Saint-David de la Mare
Le prieuré Saint-David de la Mare est également connu sous le nom de prieuré de la Mare de Saint-Père ou Mare-Normand (t). Il a été possédé par R. Chauvel (en 1470), J. Paulmier (1500), Th. de la Boullaie (en 1505), frère Alain de Saint-Jean (1528) et Louis Dupont du Grippel (1657). Il dépendait à l'origine de l'abbaye Saint-Magloire de Léhon puis, par la suite, de l'abbaye Notre-Dame du Tronchet. Sa chapelle située à la Motte conseeé les armes au-dessus d'une porte de François Pépin, prieur des lieux de 1706 à 1727

## Associations culturelles
- Association Théodore-Chalmel. Créée en 1983, cette association a pour objet la conservation de la mémoire de Théodore Chalmel (1867-1945), auteur notamment d'une monographie de la commune, et la promotion de son oeuvre[45].

## Personnalités liées à la commune
- François Colomban Étienne Marie Benic (1816-1876), contre-amiral, né dans la commune, au Beauchet, membre fondateur, bienfaiteur de la Société centrale de sauvetage des naufragés, inhumé au vieux cimetière de Saint-Servan.
- Théodore Chalmel (1867-1945), auteur d'une monographie de la commune[46],[47].

## Jumelages
Saint-Père-Marc-en-Poulet est jumelé avec :
- Nandrin (Belgique) depuis 2002.

Nandrin est une commune wallonne située en province de Liège et comptant 5 745 habitants.